# Suburban Kids With Biblical Names
Die Suburban Kids With Biblical Names (auf Deutsch etwa: „Vorstadtkinder mit biblischen Namen“) sind eine Band aus Schweden, die im Dezember 2003 in Haninge gegründet wurde. Anfang 2004 veröffentlichte sie zwei Songs auf einer Internetseite, die eine gute Resonanz von ihren Hörern erzielten. Danach erschien ein Interview der Band im Sonic-Magazin und eines ihrer Lieder war auf dem beiliegen Sampler enthalten. Im gleichen Jahr unterzeichnete die Band einen Plattenvertrag beim Label Labrador Records. Mittlerweile hat sie auch Verträge mit dem US-amerikanischen Label Minty Fresh und dem britischen Label yesboyicecream.
Anfang Mai 2006 spielten die Suburban Kids With Biblical Names im Vorprogramm von Belle and Sebastian auf deren Schweden-Tour und mussten deswegen ihren Auftritt auf der PopUp-Musikmesse in Leipzig absagen. Danach startete die Band ihre zweite Tournee durch Deutschland, Italien und  Österreich. Obwohl die Band offiziell aus nur zwei Mitgliedern besteht, treten sie auf Konzerten mit sechs Personen auf. Durch eine große Anzahl verschiedener Instrumente und oft unverzerrt gespielten Gitarren erzielen sie einen natürlichen, reichhaltigen Klang.

## Diskografie
- 2004: #1 (EP)
- 2005: #2 (EP)
- 2005: #3 (Album)
- 2009: #4 (EP)